# بارانوو (استان لوبلین)
بارانوو (به لهستانی:  Baranów) یک روستا در لهستان است که در گمینا بارانوو (استان لوبلین) واقع شده‌است. بارانوو ۱٬۶۷۲ نفر جمعیت دارد و ۱۵۰ متر بالاتر از سطح دریا واقع شده‌است.